# کودک قهرمان
کودک قهرمان فیلمی به کارگردانی کمال تبریزی و نویسندگی علی‌اکبر قاضی‌نظام ساختهٔ سال ۱۳۷۲ است.

## خلاصه داستان
خانواده ای روستایی که در حال ساختن خانهٔ نوساز خود هستند با حملهٔ دشمن روبرو می‌شوند. مردم به تدریج مجبور به ترک خانه و زندگی خود می‌شوند و خانوادهٔ روستایی نیز خانهٔ نوساز خود را ترک می‌کنند. دشمن جادهٔ اصلی را در اختیار دارد و مردم به ناچار از جادهٔ اصلی منحرف می‌شوند و به میان دشت می‌روند. اتومبیل خانوادهٔ روستایی در راه خراب می‌شود و آنها ناگزیر شب را در دشت می‌گذرانند. نیمه شب گرگ گرسنه به آنها حمله می‌کند و پدر گرگ‌ها را می‌کشد. صبح روز بعد پدر اسلحهٔ خود را به پسر نوجوانش هیوا می‌سپارد و برای آوردن آب به چشمه ای که در آن اطراف است می‌رود. او زخمی می‌شود و همان‌جا از حرکت بازمی‌ماند. سربازان و دشمن که اتومبیل آنها را یافته به تعقیب زن و فرزندان مرد زخمی می‌پردازد و هیوا پس از کشتن دو عراقی برای یافتن پدر به کنار چشمه آب می‌رود.

## بازیگران
- جهانگیر الماسی
- فریبا کوثری
- امیر اسماعیلی
- مریم بنی عامریان
- یوسف نوروزی
- داوود اسدپور
- ابراهیم سرابندی